# Castell de Spiš
El castell de Spiš (en eslovac Spišský hrad,  pronunciació (?·pàg.)) és un castell en ruïnes situat a l'est d'Eslovàquia. S'estén sobre una superfície de quatre hectàrees, amb cinc patis en què es conserven ruïnes dels segles xiii a XVIII. És un dels castells més grans de Centreeuropa. El castell corona una muntanya de 634 m sobre la ciutat de Spišské Podhradie i el poble de Žehra, a la regió coneguda com a Spiš (Szepes). Va ser inclòs per la UNESCO en la llista del Patrimoni de la Humanitat el 1993, al costat de les localitzacions de Spišská Kapitula, Spišské Podhradie i Žehra. El 2009 es va ampliar el lloc protegit per incloure-hi el centre històric de Levoča.
El castell va ser construït al segle xii, al mateix emplaçament d'un castell anterior. La part més antiga és el palau reial regional romànic, de tres plantes i amb una imponent torre situada al punt més alt d'una roca de travertí. El 1470 es va afegir al conjunt una capella gòtica.
Va ser el centre cultural, polític i administratiu del comtat de Szepes. El castell, originalment reial, va passar, a la segona meitat del segle xv, a mans de famílies nobles, amb les quals va adquirir l'actual extensió colossal. Des de llavors va ser propietat de la família Szapolyai, fins al 1528; de la família Thurzo (1531-1635), i de la família Csáky (1638-1945), i des del 1945 és propietat de l'estat.
La família dels Csáky, últims propietaris privats del castell, el van abandonar a principis del segle xviii a causa de la incomoditat de residir-hi. Es van traslladar a un nou palau, situat a prop de Hodkovce a Žehra (Zsigra) i Spišský Hrhov (Gorgo). El 1780, el castell es va incendiar i va quedar en ruïnes. A mitjans del segle XX es va reconstruir parcialment i s'hi va fer una intensa tasca arqueològica.
Al recinte d'aquest conjunt arquitectònic hi ha instal·lades les exposicions del Museu de Spiš, i els mesos d'estiu s'obre per fer-hi programes d'esgrima històrica, funcions teatrals i concerts. El 2006, el castell va rebre 170.000 visitants.